# Leuchtturm Neuland
Der Leuchtturm Neuland befindet sich an der Kieler Bucht, zwischen Hohwachter Bucht und Kieler Förde in der Nähe der Ortschaft Behrensdorf. Er wird nicht von der Wasser- und Schifffahrtsverwaltung, sondern von der Bundeswehr betrieben. Der Turm kann zweimal jährlich im Sommer im Rahmen eines Tages der offenen Tür, den die Gemeinde Behrensdorf mit Unterstützung der Bundeswehr veranstaltet, besichtigt werden. Seit 2010 sind auch Eheschließungen im Turm möglich.

## Der Turm als Warnfeuer
Das Feuer auf dem historischen Leuchtturm von Neuland zeigt die Sperrzeiten für die Schießübungsgebiete Putlos und Todendorf an, wie dies auch die neu erbauten Signalstellen Heidkate, Hubertsberg, Neuland, Wessek, Blankeck und Heiligenhafen tun, bei Bedarf auch nachts. Das entsprechende Signal ist ein gelbes Blitzfeuer für das Gebiet Todendorf und ein rotes Blitzfeuer für das Gebiet Putlos. Finden in beiden Warngebieten Übungen statt, ist ein gelb-rotes Wechselblitzfeuer zu sehen. Zusätzlich werden diese Sperrgebiete durch Sicherungsfahrzeuge geschützt.

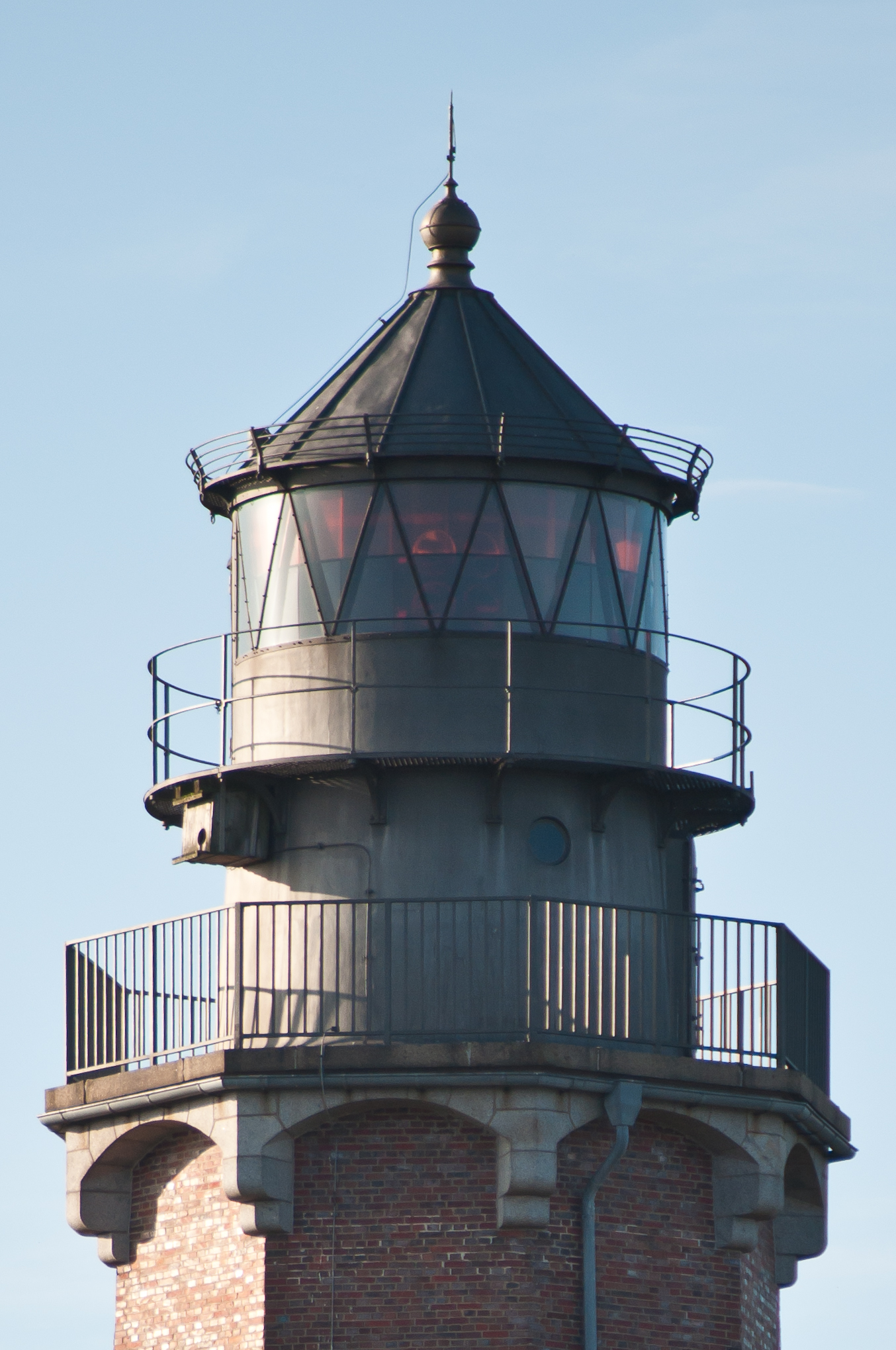
Laterne mit Galerie
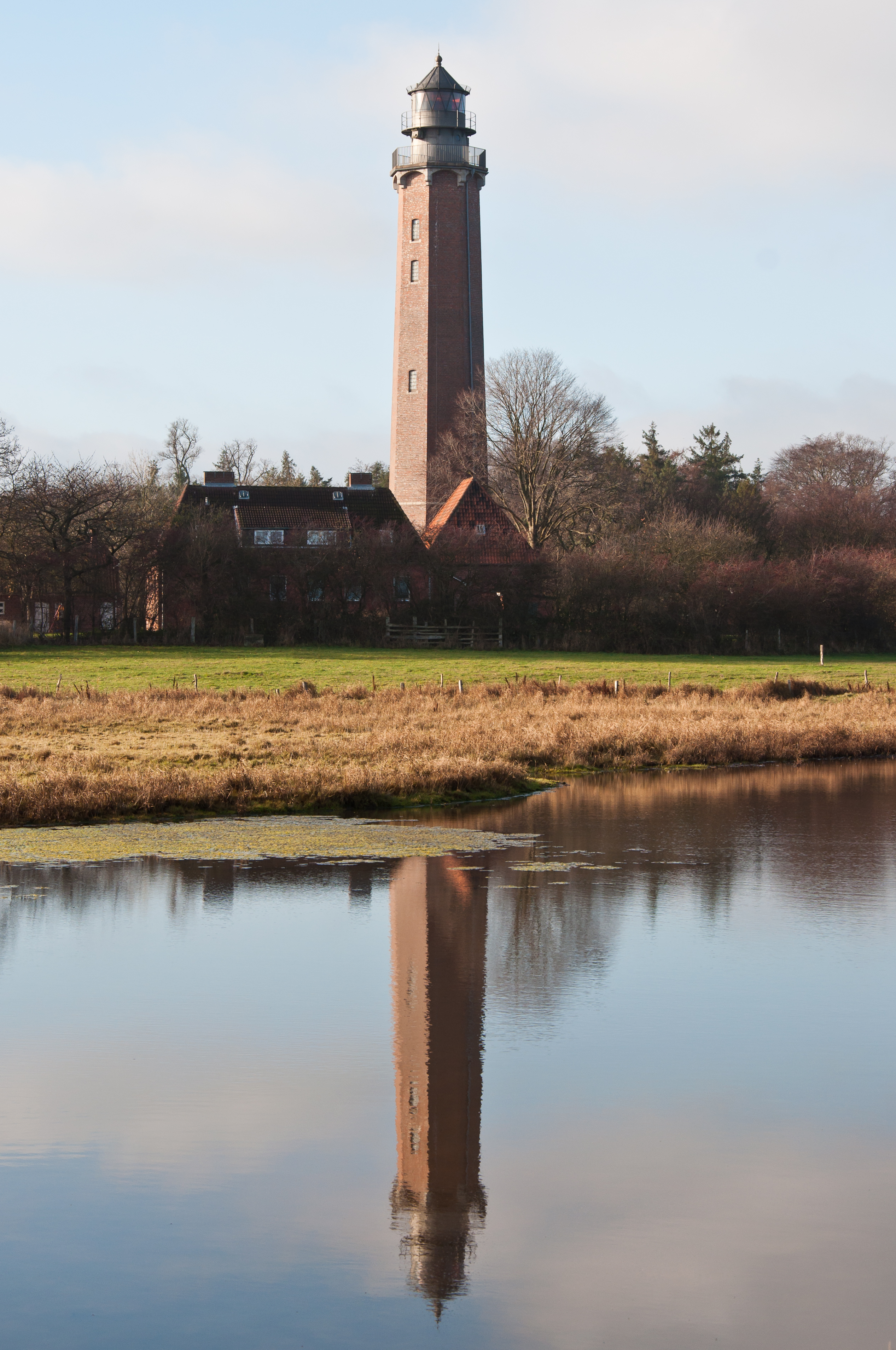
Wappen der Gemeinde Behrensdorf

Das Warnfeuer ist Bestandteil einer Kette von insgesamt sechs Türmen in diesem Gebiet (von  West nach Ost):

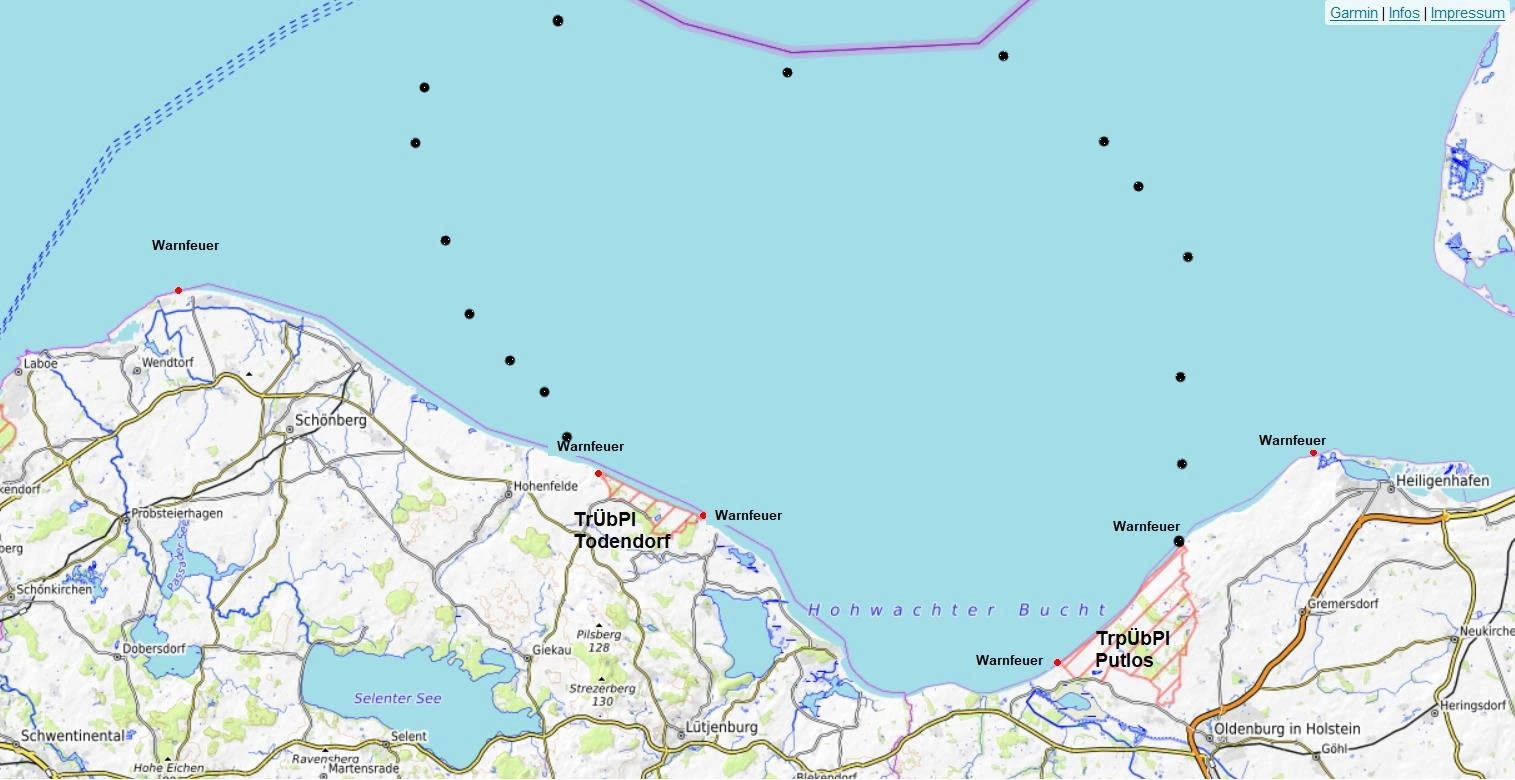
Lage der Warnfeuer an der Küste der Hohwachter Bucht

- Leuchtfeuer Heidkate
- Leuchtfeuer Hubertsberg
- Leuchtturm Neuland
- Leuchtfeuer Wessek
- Leuchtfeuer Blankeck
- Leuchtfeuer Heiligenhafen